# Francesco De Bonis
Francesco De Bonis (* 14. April 1982 in Isola del Liri) ist ein italienischer Radrennfahrer.

## Werdegang
Francesco De Bonis wurde 2003 Zweiter bei der Trofeo Internazionale Bastianelli. 2006 belegte er den zweiten Rang beim Grand Premio Capodarco. Im nächsten Jahr gewann Francesco de Bonis den Gran Premio Folignano und wurde einen Tag später beim Giro Ciclistico del Cigno den siebten Platz. Am nächsten Wochenende konnte er dann die Trofeo Internazionale Bastianelli für sich entscheiden. 2008 fuhr er beim deutschen ProTeam Gerolsteiner. Er gewann für diese Mannschaft eine Etappe und die Bergwertung der Tour de Romandie. 2009 war er bei Serramenti PVC Diquigiovanni unter Vertrag und bestritt den Giro d’Italia, den er als 84. der Gesamtwertung beendete.
Am 17. Juni 2009 gab die UCI bekannt, dass gegen Francesco De Bonis und vier weitere Fahrer aufgrund von Auffälligkeiten in ihren Blutprofilen Dopingverfahren eingeleitet wurden. Die Unregelmäßigkeiten konnten aufgrund des 2008 eingeführten Biologischen Pass festgestellt werden. Er wurde für zwei Jahre gesperrt.

## Erfolge
2007
- Gran Premio Folignano
- Trofeo Internazionale Bastianelli

2008
- eine Etappe und Bergwertung Tour de Romandie

## Teams
- 2008 Team Gerolsteiner
- 2009 Serramenti PVC Diquigiovanni